# AWAKE (コンピュータ将棋ソフト)
AWAKEは、コンピュータ将棋のプログラムである。

## 概要
コンピュータチェスエンジン「Stockfish」の探索部及びコンピューター将棋プログラムBonanzaを調整したプログラムである。Stockfishの活用は2015年現在でコンピューター将棋における重要テーマの一つであり、応用例の一つ。
なお、三手詰めルーチンを使用し、最終盤での詰みチェックの強化を図っている。

### 名称の由来
松本博文がソフトの名称の由来を尋ねたところ、開発者は「特に意味はありません」という回答をしていた。その後に受けた毎日新聞のインタビューでは、「現在は『覚醒』という意味で解釈していただくと幸いです。将棋の内容自体の『覚醒』及び、棋士の『覚醒』のきっかけになればいい」と説明した。

### 開発者
開発者は巨瀬亮一（こせ りょういち）。巨瀬は、奨励会在籍経験がある。石田和雄九段門下で2002年9月に15歳・6級で入会。最高位は1級で、2008年に退会した。コンピュータ将棋を開発することについては、「コンピュータを使っていかにプロ棋士が強くなって、プロ将棋のレベルが上がっていく事に貢献できるかということに、コンピュータ将棋をやっている者としてはモチベーションがある」と語っている。

## 実績
- 第22回世界コンピュータ将棋選手権 23位（2012年）
- 第23回世界コンピュータ将棋選手権 15位（2013年）
- 第1回将棋電王トーナメント 8位（2013年）
- 第24回世界コンピュータ将棋選手権 10位（2014年）
- 第2回将棋電王トーナメント 優勝、第二代電王就位（2014年）[5]
- 電王AWAKEに勝てたら賞金100万円！！（ニコニコ動画） 75勝1敗（2015年2月、3月）
- 電王戦FINAL第5局にて阿久津主税八段と対局し、21手で敗れる。(2015年4月)[7]
- 第25回世界コンピュータ将棋選手権 3位（2015年）
- 第26回世界コンピュータ将棋選手権 14位二次予選敗退（2016年）

## 競技会成績
| 大会/年                    | 2012 | 2013 | 2014 | 2015 | 2016 |
| -------------------------- | ---- | ---- | ---- | ---- | ---- |
| 世界コンピュータ将棋選手権 | 23   | 15   | 10   | 3    | 14   |
| 将棋電王トーナメント       |      | F    | 1    |      |      |